# Дисклеймер (телесеріал)
«Дисклеймер» (англ. Disclaimer) — міні-серіал у жанрі психологічного трилера режисера і сценариста Альфонсо Куарона, заснований на однойменному романі Рене Найт 2015 року.

## Сюжет
Відома журналістка-документалістка Кетрін Рейвенскрофт (Кейт Бланшетт) виявляє, що є ключовим персонажем роману, де розкривається таємниця, яку вона намагалася приховати. Сюжет розвивається нелінійно, де основні події починаються з чотирирічного віку Ніколаса (таємний роман молодої Кетрін з Джонатаном в Італії та подальша смерть Джонатана), і продовжуються через двадцять років (правда тягне за собою наслідки)

## У ролях
| Актор                  | Роль                 |
| ---------------------- | -------------------- |
| Кейт Бланшетт          | Кетрін Рейвенскрофт  |
| Лейла Джордж           | молода Кетрін        |
| Саша Барон Коен        | Роберт Рейвенскрофт  |
| Адам Ель Хагар         | молодий Роберт       |
| Кевін Клайн            | Стівен Брігсток      |
| Леслі Менвілл          | Ненсі Брігсток       |
| Луїс Партрідж          | Джонатан Брігсток    |
| Коді Сміт-Макфі        | Ніколас Рейвенскрофт |
| Берті і Джордж Гаарери | маленький Ніколас    |
| Індіра Варма           | оповідач             |

| Актор            | Роль      |
| ---------------- | --------- |
| Арт Малік        | Джастін   |
| Лів Гілл         | Саша      |
| Крістіан Аманпур | сама себе |
| Чон Хо Йон       | Джісу     |
| Джемма Джонс     | Хелен     |

## Епізоди
| № серії | Назва серії                             | Режисер(и)      | Сценарист(и)    | Оригінальна дата виходу |
| --- | --------------------------------------- | --------------- | --------------- | ----------------------- |
| 1 | «I» «Моєму синові Джонатану»            | Альфонсо Куарон | Альфонсо Куарон | 11 жовтня 2024          |
| Відома документалістка Кетрін Рейвенскрофт отримує посилку з книгою під назвою «Ідеальний незнайомець». Налякана змістом книги, Кетрін спалює її, не дочитавши до кінця, вважаючи, що історія написана про неї. Флешбеки вказують на те, що книгу надіслав Стівен Брігсток, вчитель на пенсії, який переживає втрату дружини Ненсі та сина Джонатана. В особистих речах Ненсі Стівен знаходить рукопис і колекцію фотографій, зроблених Джонатаном під час його поїздки до Італії двадцять років тому, серед яких є інтимні фотографії юної Кетрін. Переконаний у причетності Кетрін до смерті Джонатана, Стівен публікує книгу та надсилає її Кетрін. Ще один епізод спогадів про 2001 рік розповідає про те, як Джонатан прибуває до Італії зі своєю дівчиною Сашею, яка раптово їде через трагічну загибель тітки в автокатастрофі. Прогулюючись пляжем Джонатан вперше бачить Кетрін і таємно фотографує її. |                                         |                 |                 |                         |
| 2 | «II» «Ви про мене думаєте?»             | Альфонсо Куарон | Альфонсо Куарон | 11 жовтня 2024          |
| Стівен відвідує відчуженого, норовливого сина Кетрін, Ніколаса в універмазі, де він працює, щоб непомітно передати йому копію «Ідеального незнайомця». У наступному флешбеку Кетрін відвідує хвору на рак Ненсі, яка звинувачує Кетрін у причетності до смерті Джонатана. Ненсі наполягає на зустрічі з Ніколасом, кажучи, що він не був би живий, якби не Джонатан; Кетрін відмовляється і в паніці йде геть. У теперішньому часі Стівен направляє через секретаря примірник книги та копії фотографій Джонатана до офісу Роберта. Розгніваний Роберт впізнає фотографії з відпустки, яку він провів з Кетрін в Італії 20 років тому. Роберт показує Кетрін фотографії, підозрюючи, що у неї був роман на час його відкликання з відпустки через роботу. Заплакана Кетрін каже, що чоловік, який зробив ці фотографії, помер. Перш ніж вона встигає щось пояснити, Роберт вибігає з дому з книжкою і їде геть. |                                         |                 |                 |                         |
| 3 | «III» «Доля не питає дозволу»           | Альфонсо Куарон | Альфонсо Куарон | 18 жовтня 2024          |
| Роберт проводить ніч напідпитку і засинає у своїй машині. Наступного дня він ігнорує дзвінки Кетрін і прогулює роботу, щоб прочитати «Ідеального незнайомця». Кетрін залишає Стівену голосове повідомлення, співчуваючи його горю, але запевняє, що книга є вигадкою. Стівен дізнається, що книга набула популярності з моменту публікації. У 2001 році Джонатан знайомиться з Кетрін, допомагаючи їй відвезти маленького Ніколаса та її речі назад до готелю. Кетрін запрошує Джонатана випити в ресторані готелю і відверто фліртує з ним. Вона приводить його до своєї кімнати й показує, як її задовольнити, що закінчується пристрасним сексом. Через кілька днів поліція повідомляє спустошеним Стівену і Ненсі, що Джонатан загинув внаслідок випадкового утоплення на пляжі. Подружжя вирушає до Італії для ідентифікації тіла сина, а Ненсі таємно забирає плівку з фотоапарата Джонатана. |                                         |                 |                 |                         |
| 4 | «IV» «Я бажала йому смерті»             | Альфонсо Куарон | Альфонсо Куарон | 18 жовтня 2024          |
| Кетрін шокована, побачивши «Ідеального незнайомця» у місцевій книгарні. Роберт виганяє Кетрін з дому. Стівен просить Джастіна, свого видавця і колишнього колегу, допомогти йому створити сторінку у Facebook для вигаданого хлопчика-підлітка, нібито з метою дослідження для книги, яку він пише. У флешбеках після смерті Джонатана, згорьована Ненсі переїжджає до кімнати Джонатана і починає таємно писати «Ідеального незнайомця», помираючи від раку. У 2001 році Джонатан фотографує Кетрін під час їхнього побачення, а наступного дня вони займаються сексом у вбиральні на пляжі. Джонатан каже Кетрін, що кохає її та вже придбав квиток до Лондона, щоб бути з нею, але Кетрін відповідає, що вони не можуть бути разом. Ніколас, залишений без нагляду, спускає свій надувний човен у воду, і течія відносить його далеко в океан. Джонатан поспішає йому на допомогу, а слідом за ним — рятувальники та інші відпочивальники на пляжі. Ніколаса вдається врятувати, але Кетрін помічає вдалині потопаючого Джонатана і не повідомляє про це нікому; на момент, коли рятувальники помітили його і витягли на берег, він вже помер.     |                                         |                 |                 |                         |
| 5 | «V» «Я мусив розповісти світові правду» | Альфонсо Куарон | Альфонсо Куарон | 25 жовтня 2024          |
| Кетрін їде до своєї матері Гелен, яка страждає на деменцію, і розповідає їй усю правду про своє минуле, поки та спить. Стівен приходить до офісу Кетрін з примірниками «Ідеального незнайомця» і розповідає Джису, асистентці Кетрін, що книга розповідає про вибір Кетрін — залишити свого коханого помирати. Коли Кетрін приходить на роботу, всі її колеги вже прочитали книгу й уникають її; вона зривається і дає ляпаса своєму колезі Саймону за те, що той доторкнувся до її руки, що потрапляє на відео і стає вірусним. Кетрін стукає у двері Стівена й вимагає поговорити з нею, але він не відчиняє. Пізніше Стівен і Роберт зустрічаються за вечерею, де Роберт дякує Стівену за книгу. Стівен створює фальшиву сторінку Джонатана в Instagram і використовує її для листування з Ніколасом; зрештою, він розповідає, що Джонатан мертвий, а Ніколас — хлопчик, якого він врятував, сам загинувши, і надсилає Ніколасу фотографії Кетрін, зроблені Джонатаном, щоб той порівняв їх з книжкою. Шокований Ніколас іде до наркопритону, який він часто відвідував, і отримує передозування героїном.                                         |                                         |                 |                 |                         |
| 6 | «VI» «Лише смерть безповоротна»         | Альфонсо Куарон | Альфонсо Куарон | 1 листопада 2024        |
| Окремі флешбеки показують неточності у розповіді Ненсі про події в Італії: Саша поїхала після сварки з Джонатаном, а не через свою тітку; а Кетрін пригадує, що вона лише помітила як Джонатан спостерігав за нею протягом усього першого дня, коли вона була з Ніколасом наодинці, і фактично не спілкувалась з ним. У теперішній час Ніколас потрапляє до лікарні через передозування. Роберт говорить про це Стівену і дозволяє йому відвідати непритомного Ніколаса. Стівен приїздить зі шприцом, наповненим миючими хімікатами, з наміром вбити Ніколаса, але вчасно втручається Кетрін. Після напруженої суперечки Роберт особисто просить вибачення у Стівена за поведінку Кетрін і каже, що той може прийти до Ніколаса знову. Тієї ж ночі Кетрін вривається до будинку Стівена і змушує його вислухати правду про те, що насправді сталося в Італії. |                                         |                 |                 |                         |
| 7 | «VII» «Нарешті почують мій голос»       | Альфонсо Куарон | Альфонсо Куарон | 8 листопада 2024        |
| Кетрін розповідає Стівену, що Джонатан увірвався в її готельний номер, погрожував їй ножем, змушував позувати для фотографій, а потім неодноразово ґвалтував її перед тим, як піти. Наступного дня Джонатан справді потонув, рятуючи Ніколаса; Кетрін зібрала речові докази свого зґвалтування, але позбулася їх після смерті Джонатана, щоб спогади про пережите померли разом з ним. Коли Кетрін закінчує свою розповідь, вона розуміє, що Стівен підмішав їй наркотик у чай, і втрачає свідомість; Стівен повертається до лікарні, щоб убити Ніколаса, але зупиняється, коли Ніколас прокидається і кличе матір. Врешті-решт прийнявши те, що розповіла йому Кетрін, Стівен розказує про це Роберту, якого охоплює почуття провини. Кетрін прокидається і поспішає до лікарні до своєї сім'ї. Пізніше Стівен спалює всі свої копії «Ідеального незнайомця», фотографії Джонатана та речі Ненсі, а сам збирається покінчити життя самогубством. Кетрін, не в змозі пробачити Роберту його безсердечність і явне полегшення від того, що вона була зґвалтована, а не мала роман, вирішує піти й розлучитися з ним. Опісля Кетрін і Ніколас миряться. |                                         |                 |                 |                         |

## Виробництво
У грудні 2021 року було анонсовано новий серіал для Apple TV+ від Альфонсо Куарона в ролі сценариста і режисера, з Кейт Бланшетт і Кевіном Клайном у головних ролях. Протягом 2022 року до акторського складу приєдналися Коді Сміт-Макфі, Саша Барон Коен, Чон Хо Йон, Луїс Партрідж, Леслі Менвілл і Лейла Джордж.
Зйомки серіалу почалися в червні 2022 року в Лондоні, Мексиці і Сіднеї та завершились в лютому 2023 року. Додаткові сцени було дознято в Південній Африці в березні та квітні 2023 року.

## Прем'єра
Світова прем'єра серіалу відбулася в рамках 81-го Венеціанського міжнародного кінофестивалю. 11 жовтня 2024 року перші два епізоди стали доступними для перегляду на платформі Apple TV+.

## Оцінки критиків
За даними Rotten Tomatoes, 77% з 93 критиків позитивно оцінили серіал, надавши йому середню оцінку 7,4 бала з 10. На платформі Metacritic серіал отримав середній бал 70 зі 100 на основі відгуків 32 кінокритиків, що відповідає категорії «в цілому схвально».
The Sunday Times пише, що шоуранери «винятково добре» розповідають історію. Ґардіан, навпаки, пише, що через «жахливий сюжет» серіал вийшов занадто повільним і млявим, проте епізоди чудово зняті.